# Antoine François Renaud
Pour les articles homonymes, voir Renaud (homonymie).
Antoine François Adolphe Renaud, né le 6 février 1770 à Pont-de-Vaux (Ain), mort le 10 mars 1841 à Paris, est un général français de la Révolution et de l’Empire.

## États de service
Il entre en service le 1er mars 1791, comme volontaire dans le 1er régiment de chasseurs à cheval, et il fait toutes les campagnes de 1792 à l’an IX, aux armées du Nord, de la Moselle, de Sambre-et-Meuse, du Rhin, d’Allemagne, de Mayence, du Danube et d’Helvétie. 
Il passe brigadier le 11 juillet 1792, adjudant sous-lieutenant le 1er janvier 1794, adjoint aux adjudants-généraux le 15 août 1796, lieutenant adjoint le 15 août 1797, et capitaine le 16 février 1799. Le 25 juillet 1799, il devient aide de camp du général Drouet, et le 26 il est promu chef d’escadron. Le 25 septembre 1799, il est blessé d’un coup de feu à l’épaule droite à la bataille de Zurich, et le 8 octobre 1799, il emporte de vive force la ville de Constance à la tête de deux compagnies de la 53e demi-brigade de ligne. Il le poursuit jusqu’au pont du Rhin, lui prend un drapeau, fait 600 prisonniers, et tue une grande quantité d’hommes, parmi lesquels se trouvent plusieurs officiers supérieurs et un général. 
Le 24 août 1801, il est affecté au 1er régiment de chasseurs à cheval, et il rentre en France après le Traité de Lunéville signé le 9 février 1801. Pendant les ans X et XI, il tient garnison à Verdun, et le 29 octobre 1803, il passe major au 6e régiment de chasseurs à cheval. Il est fait chevalier de la Légion d’honneur le 25 mars 1804, puis il rejoint l’armée de Naples en 1805. Il est nommé colonel le 3 décembre 1807, au 30e régiment de dragons, en service à l’armée d’Italie, et il est créé baron de l’Empire le 14 avril 1810. Il est admis à la retraite le 1er octobre 1810.
Le 26 janvier 1814, il reprend du service comme aide de camp du maréchal Lefebvre, et il est élevé au grade d’officier de la Légion d’honneur le 3 avril 1814.
Lors de la première restauration, il est fait chevalier de Saint-Louis le 6 novembre 1814, et il est promu maréchal de camp le 17 janvier 1815, par le roi Louis XVIII. Il est confirmé dans son grade par Napoléon le 20 juin 1815, et le 2 juillet suivant, il est chargé, sous les ordres du général Grenier, de la défense de Paris. Il est mis en non activité en octobre 1815. Il est fait commandeur de la Légion d’honneur le 29 mars 1831, et il est admis à la retraite le 1er mai 1832.
Il meurt le 10 mars 1841, à Paris.

## Dotation
- Le 15 août 1809, donataire de 4 000 francs sur Rome.

## Armoiries
| Figure | Nom du baron et blasonnement |
| ------ | --- |
|        | Armes du baron Antoine François Adolphe Renaud et de l'Empire, décret du 15 août 1809, lettres patentes du 14 avril 1810, commandeur de la Légion d'honneur De gueules, au dextrochère armé d'une épée haute en pal d'argent accompagnée de deux grenades d'or : à la bordure componée de sinople et d'argent : franc quartier des barons tirés de l'armée brochant sur le tout - Livrées blanc rouge et verd en bordure seulement. |

## Sources
- (en) « Generals Who Served in the French Army during the Period 1789 - 1814: Eberle to Exelmans »
- Thierry Pouliquen, « Les généraux français et étrangers ayant servis [sic] dans la Grande Armée » (consulté le 8 novembre 2014)
- « La noblesse d'Empire » (consulté le 8 novembre 2014)
- A. Lievyns, Jean Maurice Verdot, Pierre Bégat, Fastes de la Légion d'honneur, biographie de tous les décorés accompagnée de l'histoire législative et réglementaire de l'ordre, vol. 4, Bureau de l’administration, 1844, 640 p. (lire en ligne), p. 411.
- Vicomte Révérend, Armorial du premier empire, t. 4, Paris, Honoré Champion, libraire, 1897, p. 131.
- (pl) « Napoléon.org.pl »